# الصحة في غينيا

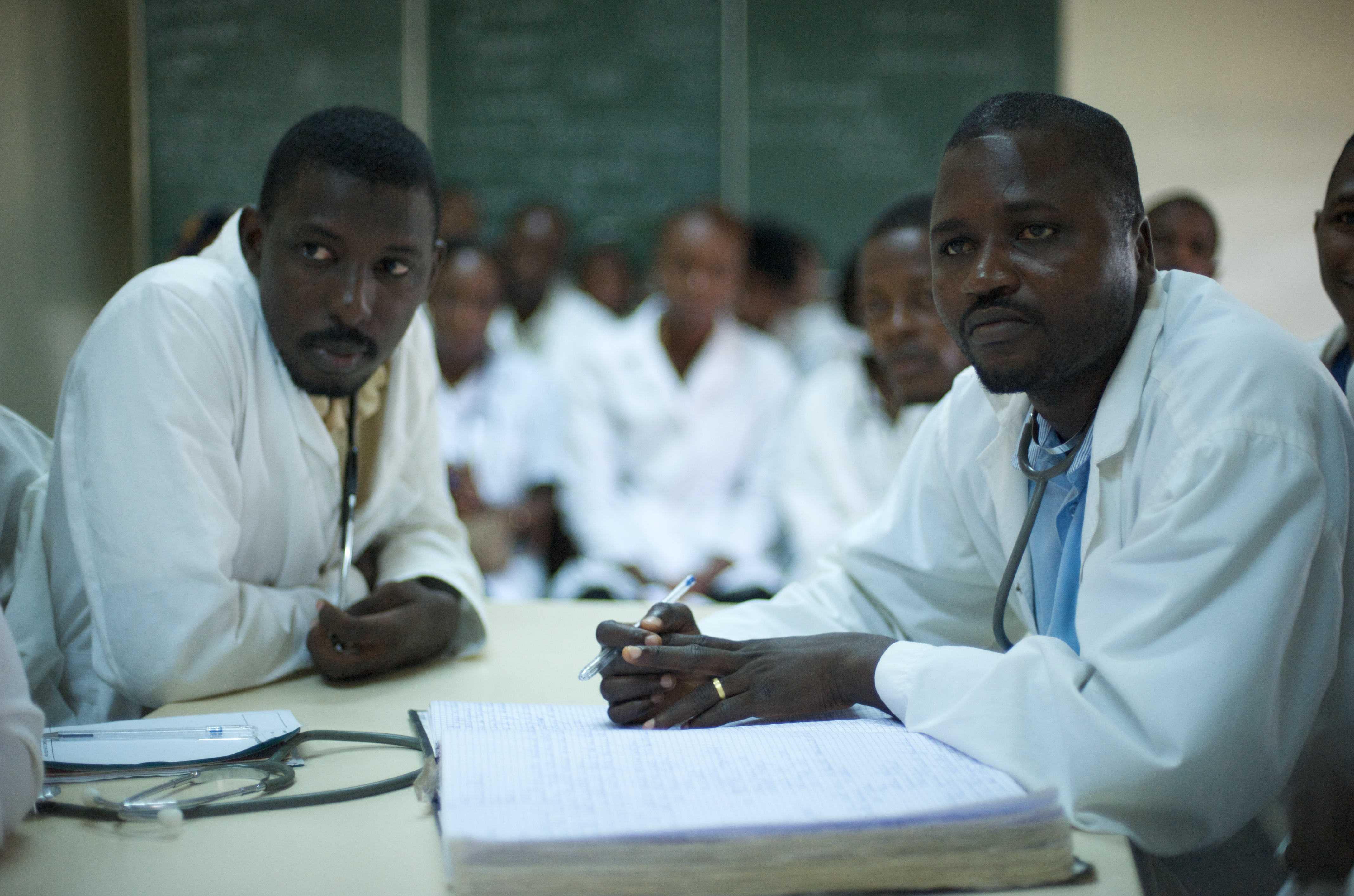
أطباء أطفال في مستشفى دونكا يراجعون حالات الحصبة أثناء تفشي وباء عام 2009. دونكا هو أكبر مستشفى عام في غينيا.

تواجه غينيا عددًا من التحديات الصحية المستمرة.

## البنية التحتية الصحية
تعيد غينيا تنظيم نظامها الصحي منذ مبادرة باماكو لعام 1987 التي عززت رسمياً الأساليب المجتمعية لزيادة إمكانية وصول السكان إلى الأدوية وخدمات الرعاية الصحية، جزئياً عن طريق فرض رسوم على المستخدمين. زادت الاستراتيجية الجديدة بشكل كبير من إمكانية الوصول من خلال الرعاية الصحية المجتمعية، مما أدى إلى توفير خدمات أكثر كفاءة وإنصافًا. تم تمديد إستراتيجية شاملة لجميع مجالات الرعاية الصحية، مع التحسن اللاحق في المؤشرات الصحية وتحسين كفاءة الرعاية الصحية وتكلفتها.
الأبحاث الإثنوغرافية التي أجريت في المناطق الريفية والحضرية في جمهورية غينيا بحثت عن الفروق المتصورة بين الممارسات الصحية الطبية الحيوية والتقليدية ووجدت أن هذه الفروق تشكل قرارات الوالدين في السعي للحصول على رعاية صحية للرضع، مع 93 ٪ من جميع النفقات الصحية التي تتم خارج قطاع الدولة.
في يونيو 2011، أعلنت الحكومة الغينية عن إنشاء ضريبة تضامن جوي على جميع الرحلات الجوية التي تقلع من الأراضي الوطنية، مع توجيه الأموال إلى يونيتأيد لدعم توسيع نطاق الوصول إلى علاج فيروس الإيدز والسل والملاريا. تعد غينيا من بين العدد المتزايد من البلدان وشركاء التنمية الذين يستخدمون ضرائب المعاملات القائمة على السوق وآليات التمويل المبتكرة الأخرى لتوسيع خيارات تمويل الرعاية الصحية في الأماكن محدودة الموارد.
نظرًا لعدم وجود استجابة كافية من المجتمع الدولي أثناء تفشي فيروس إيبولا، فقد تم تعزيز البنية التحتية الصحية من خلال المختبرات ومرافق المستشفيات من خلال الجهات الفاعلة غير الحكومية مثل أطباء بلا حدود أو مجموعة تعبئة القطاع الخاص للإيبولا (EPSMG).  

### المستشفيات
- عيادة امبرواز باريه
- مستشفى إجناس دين
- مستشفى دونكا، أكبر مستشفى عام في غينيا. [9]